# Шойму
Шойму (рум. Șoimu) — село у повіті Телеорман в Румунії. Входить до складу комуни Смирдіоаса.
Село розташоване на відстані 85 км на південний захід від Бухареста, 17 км на південний схід від Александрії, 141 км на схід від Крайови.

## Населення
За даними перепису населення 2002 року у селі проживали 590 осіб, з них 589 осіб (99,8%) румунів. Рідною мовою 589 осіб (99,8%) назвали румунську.